# فهرست پادشاهان سومری
نامنامه پادشاه سومریان، (به انگلیسی: Sumerian King List) قرص سنگی باستانی است که در ابتدا در زبان سومر ثبت شده‌است. این سنگ نبشته نام تمام سلسله های سومری و اطراف آن را با ذکر نام و مدت سلطنت و تختگاه آن‌ها را روایت میکند. پادشاهی میتواند بدست خدایان از شهری به شهر دیگر منتقل شود که این نشان دهنده برتری یک ناحیه نسبت به ناحیه دیگر است زیرا از حمایت خدایان برخوردار بودند. از این سند در عصر برنز به شکل سند سیاسی استفاده میشد. نسخه نهایی این نامنامه که قدمتش به میانه عصر برنز میرسد، با هدف برتری شهر ایسین بود که در مقطعی بود که شهر ایسین با لارسا و سایر شهرهای بین النهرین رقابت سیاسی داشت.

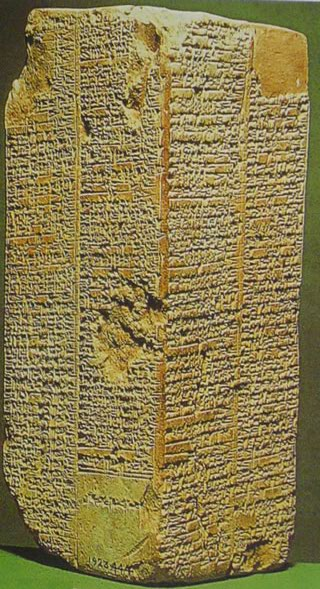
قرص سنگی با فهرست پادشاه سومری نوشته شده‌است.

## نامگذاری
این نوشته بیشتر به نام امروزی خود، "نامنامه پادشاهان سومری" مشهور است. این نام در ادبیات علمی به صورت SKL (ن.پ.س) به اختصار نوشته می‌شود. نامی دیگر این نوشته، که کمتر به کار می‌رود، "وقایع نامه یک پادشاهی" است. این نام، طبق این متن، منعکس کننده این تصور است تنها یک شهر می تواند بر بین النهرین سلطنت کند. این متن در منابع باستانی، بخاطر اولین کلمه‌اش، "نام - لوگال" یا "پادشاهی" نامیده شده است. البته این نکته را باید توجه داشت متنی که از آن به عنوان "نامنامه پادشاهان سومری" یاد می‌شود یک متن واحد نیست. بلکه یک گلچین ادبی است و نسخه‌های متفاوتی از آن در طول زمان وجود داشته است که بخش‌هایی از آن مفقود شده یا به ترتیبی متفاوت تنظیم شده و نام‌ها، تاریخ سلطنت و جزئیات دوران پادشاهان یا متفاوت است یا اصلا وجود ندارد.
دانش مدرن از سلسله های شماره گذاری شده برای اشاره به حکومت متوالی یک شهر استفاده کرده است. به طور مثال سلسله اور سوم نشان دهنده سومین باری است که شهر آور، بر اساس نامنامه، کنترل بین النهرین را در دست گرفت. حکومت ها در متن اصلی شمارا گذاری نشده اند. همچنین باید در نظر داشت که استفاده امروزی از واژه سلسله، به معنای حکومت فرمانروایانی از یک خاندان واحد، لزوماً در بین النهرین باستان صدق نمی کرد. حتی باوجود اشاره کردن نامنامه به خویشاوندی برخی حاکمان با یکدیگر، این شهر ها بودند که پادشاهی به آنها تعلق گرفته بود. نه خاندان ها.

## محتویات
منابع در محتوای دقیق این نوشته دچار اختلاف هستند . این نه تنها نتیجه چندپاره بودن بسیاری از منابع است، بلکه نتیجه اشتباهات نسخه برداری است، که در طول کپی کردن نوشته ایجاد شده است، و اینکه در طول زمان تغییراتی در متن اصلی ایجاد شده است. به عنوان مثال، بخش حاکمان قبل از طوفان در هیچ نسخه متعلق به نیپور، شهری که اکثر نسخه‌های نامنامه در آن یافت شده است، وجود ندارد. همچنین، ترتیب برخی از سلسله‌ها یا پادشاهان بین نسخه‌ها متفاوت است، برخی از سلسله‌ها که در یک نسخه به طور جداگانه ذکر شده‌اند، در نسخه دیگر با هم یکی گرفته شده‌اند، جزئیات در مورد طول سلطنت‌ شاهان پیش از طوفان متفاوت است و حتی این شاهان در برخی نسخه ها حذف شده اند.
خلاصه و شماره بندهای زیر از "مجموعه الکترونیکی متون ادبیات سومری" گرفته شده است، که به نوبه خود متن منشور ولد - بلوندل را به عنوان منبع اصلی خود در نظر گرفته و در صورت وجود تفاوت در متن، نسخه های دیگر را نیز ذکر میکند.

### بند های ۴٠ - ٢۶۵: از نخستین دودمان کیش تا سلطنت‌ لوگال - زاگه - سی
"پس از آنکه سیل فروکش کرد و پادشاهی از بهشت فرود آمد، پادشاهی در کیش بود." پس از بند مذکور، این بخش به فهرست ٢٣ پادشاه کیش می پردازد که بین ١۵٠٠ تا ٣٠٠ سال در مجموع ٢۴،۵١٠ سال، حکومت کردند. تعداد دقیق سال ها بین نسخه ها متفاوت است. به غیر از مدت زمان سلطنت آنها و اینکه آیا آنها پسر سلف خود بوده اند یا خیر (مثلاً "مشدا پسر اتاب، ٨۴٠ سال حکومت کرد")، معمولاً جزئیات دیگری در مورد حکومت این پادشاهان ارائه نمی شود. استثناء اتنا است که «به آسمان عروج کرد و جمیع ممالک بیگانه را تسخیر کرد» و انمنباراگسی «که سرزمین ایلام را تسلیم کرد». انمنباراگسی همچنین اولین پادشاه در فهرست پادشاهان سومری است که نام او از کتیبه های معاصر به اثبات رسیده است. جانشین او آگای کیشی، آخرین پادشاهی که قبل از سقوط کیش و انتقال سلطنت به اِ - انا ذکر شده است. او در منظومه گیلگمش و آگا نیز آمده است.

بند های بعدی، تا سارگون اکدی، ترتیب ثابتی از شهرها و پادشاهان را نشان می‌دهد، که معمولاً جزئیات زیادی فراتر از طول سلطنت فردی ندارند.  ساختار هر مدخل دقیقاً یکسان است: نام شهری که سلطنت در آن واقع شده است، پس از آن یک یا چند پادشاه و مدت زمان سلطنت آنها، و پس از آن یک خلاصه و یک خط پایانی که نشان می دهد سلطنت بعدی کجا بوده است. بند ١٣۴-١۴٧ ممکن است به عنوان مثال باشد:
در اور، مسانپادا پادشاه شد. او ٨٠ سال حکومت کرد. مسکیاگنون، پسر مسانپادا، پادشاه شد. او ٣۶ سال حکومت کرد. الولو ٢۵ سال حکومت کرد.  بالولو ٣۶ سال حکومت کرد. ۴ پادشاه؛ آنها ١٧١ سال حکومت کردند. سپس اور شکست خورد و سلطنت به اوان برده شد.
مدت سلطنت‌ها متفاوت است، از ١٢٠٠ سال برای لوگالبندا اوروکی، تا شش سال برای پادشاه دیگر اوروک و چندین پادشاه آکشاک. به طور متوسط، تعداد سال های سلطنت در لیست کاهش می یابد. نام برخی شهرها مانند اوروک، اور و کیش بیش از یک بار در فهرست پادشاهان سومری آمده است. در قسمت اول این بخش از چند پادشاه یاد شده است که از منابع ادبی دیگر نیز شناخته شده اند.  این پادشاهان عبارتند از دوموزید ماهیگیر و گیلگمش، اگرچه در کتیبه‌های مربوط به دوره واقعی که قرار بود در آن زندگی کنند، تقریباً هیچ پادشاهی از قسمت قبلی این بخش دیده نمی‌شود.  خطوط 211-223 سلسله ای از ماری را توصیف می کند که شهری خارج از سومر است اما نقش مهمی در تاریخ بین النهرین در اواخر هزاره سوم و اوایل هزاره دوم قبل از میلاد داشته است.  سلسله سوم کیش متشکل از یک فرمانروای کوگ باو ("زن میخانه دار") است که گمان می رود تنها ملکه ای باشد که در فهرست پادشاهان سومری ذکر شده است. دو سلسله پایانی این بخش، چهارمین کیش و سومین اوروک، پیوندی به بخش بعدی ارائه می دهند. سارگون اکدی در فهرست پادشاهان سومری به‌عنوان جام‌دار اورزابابای کیش نام برده می‌شود و او قبل از تأسیس سلسله خود، لوگال‌زاگه‌سی از اوروک را شکست داد.

### بند های ٢۶۶ - ٣٧٧: از اکد تا ایسین
این بخش به فرمانروای معروف اکدی سارگون و جانشینان او اختصاص دارد. پس از مدخل شار-کالی-شارری، فهرست پادشاهان سومری می‌گوید: «پس چه کسی پادشاه بود؟»، این جمله دوره‌ای از هرج و مرج را نشان می‌دهد که ممکن است بازتاب زمان‌های نامشخصی باشد که طی آن امپراتوری اکد به پایان رسید. چهار پادشاه ذکر شده است که در مجموع تنها سه سال حکومت کرده اند. از میان پادشاهان اکدی که پس از شرکالی شری ذکر شده اند، تنها نام دودو و شو تورول در کتیبه های مربوط به دوره اکدی به اثبات رسیده است. سلسله اکدی توسط سلسله چهارم اوروک سرنگون شد که دو پادشاه از آنها، اور-نیگین و پسرش اور-گیگیر، در کتیبه های دیگر معاصر دیده می شوند. پادشاهی سپس به «سرزمین» یا «ارتش» گوتیوم برده شد، که گفته می‌شد در ابتدا پادشاهی نداشتند و چند سالی خودشان حکومت کردند. پس از این قسمت کوتاه، ٢١ پادشاه گوتی قبل از سقوط گوتیوم و پادشاهی به اوروک در لیست قرار می گیرند. تنها یک حاکم در این دوره پادشاهی (اوتو-هگال)، قبل از اینکه به اور منتقل شود، ذکر شده است. سلسله سوم اور نیز شامل ۵ پادشاه بود که بین ٩ تا ۴۶ سال حکومت کردند. جزئیات دیگری از بهره برداری های آنها ارائه نشده است. فهرست پادشاهان سومری خاطرنشان می کند که پس از لغو حکومت اور، "پایه های سومر از بین رفت" و پس از آن سلطنت به ایسین منتقل شد. پادشاهان ایسین آخرین سلسله ای هستند که در این فهرست گنجانده شده است. این سلسله متشکل از ١۴ پادشاه بود که بین ٣ تا ٣٣ سال حکومت کردند.  مانند سلسله اور سوم، هیچ جزئیاتی در مورد سلطنت این پادشاهان ارائه نشده است.

### بند های ٣٧٨ - ۴٣١: خلاصه
برخی از نسخه های فهرست پادشاهان سومری با خلاصه ای از سلسله های پس از طوفان به پایان می رسد. در این خلاصه، تعداد پادشاهان و سالهای سلطنت آنها برای هر شهر و همچنین تعداد دفعاتی که آن شهر به سلطنت رسیده است، ذکر شده است: «در مجموع ١٢ پادشاه به مدت ٣٩۶ سال، ٣ بار در اور حکومت کردند.» بند پایانی دوباره اعداد را برای همه این سلسله ها محاسبه می کند: "١١ شهر وجود دارد، شهرهایی که سلطنت در آنها اعمال می شد. در مجموع ١٣۴ پادشاه، که مجموعاً ٢٨٨٧۶ و خورده‌ای سال حکومت کردند."

## فهرست
تاریخ‌های اولیه تقریبی میباشد و بر اساس داده‌های باستان‌شناسی موجود تنظیم شده است. این فهرست شاید تنها منبع برای اثبات وجود برخی شاهانی باشد که نامشان در این لیست نامگذاری شده است. با آغاز حکومت سومین سلسله اوروک(که توسط سرگون اکدی سرنگون شد)، درک بهتری از چگونگی تطبیق حاکمان بعدی، در گاهشماری خاور نزدیک باستان، قابل فهمیدن است. تاریخچه کوتاه در اینجا استفاده می‌شود.

### شاهان پیش از طوفان
هیچ یک از شاهان این دوره تا به حال مورد تایید باستان شناسان قرار نگرفته است. درحالی که هیچ مدرکی دال بر وجود آنها کشف نشده است اما سومریان اعتقاد داشتند شاهانی قبل از طوفان بزرگ وجود داشتند.  
سلطنت های دوران پیش از طوفان در واحدهای عددی سومری به ترتیب به نام سارس (واحد ۳۶۰۰)، نرس‌ (واحد ۶۰۰) و سوسس (واحد ۶۰) اندازه گیری میشود. تلاش‌هایی برای ترسیم این اعداد به تاریخ های سلطنتی معقول‌تر انجام شده است.
| حاکم                                                                     |  | عنوان سلطنتی | مدت سلطنت                   | تاریخ. تقریبی                   | توضیحات                                                                           |
| ------------------------------------------------------------------------ |  | ------------ | --------------------------- | ------------------------------- | --------------------------------------------------------------------------------- |
| "بعد از اینکه پادشاهی از بهشت به زمین فرود آمد، تخت سلطنت در اریدو بود." |  |              |                             |                                 |                                                                                   |
| آلولیم                                                                   |  |              | ٨ سارس (٢٨،٨٠٠ سال)         |                                 | منشور ولد - بلوندل: اولین پاراگراف ها درباره سلطنت‌ ۶۴،٨٠٠ ساله آلولیم و آلالنگار. |
| آلالنگار                                                                 |  |              | ١٠ سارس (٣۶،٠٠٠ سال)        |                                 | منشور ولد - بلوندل: اولین پاراگراف ها درباره سلطنت‌ ۶۴،٨٠٠ ساله آلولیم و آلالنگار. |
| "سپس اریدو سقوط کرد و پادشاهی به بادتیبیرا برده شد."                     |  |              |                             |                                 |                                                                                   |
| ان - من - لو - آنا                                                       |  |              | ١٢ سارس (۴٣،٢٠٠ سال)        |                                 |                                                                                   |
| ان - من - گال - آنا                                                      |  |              | ٨ سارس (٢٨،٨٠٠ سال)         |                                 |                                                                                   |
| دموزی                                                                    |  | "چوپان "     | ١٠ سارس (٣۶٠٠٠ سال)         |                                 | دموزی به عنوان شوهر اینانا، به مقام خدا شد و دستمایه اسطوره های بعدی گردید.       |
| "سپس بادتیبیرا سقوط کرد و پادشاهی به لاراک برده شد."                     |  |              |                             |                                 |                                                                                   |
| ان-سیپاد-زید-آنا                                                         |  |              | ٨ سارس (٢٨،٨٠٠ سال)         |                                 |                                                                                   |
| "سپس لاراک سقوط کرد و پادشاهی به لاراک برده شد."                         |  |              |                             |                                 |                                                                                   |
| ان-من-دور-آنا                                                            |  |              | ۵ سارس و ۵ نرس (٢١٠٠٠ سال)  |                                 |                                                                                   |
| "سپس سیپار سقوط کرد و پادشاهی به شوروپاک برده شد."                       |  |              |                             |                                 |                                                                                   |
| اوبارا-توتو                                                              |  |              | ۵ سارس و ١ نرس (١٨،۶٠٠ سال) | پدر اوتناپیشتیم در حماسه گیلگمش |                                                                                   |
| "سپس توفان همه جا را فرا گرفت."                                          |  |              |                             |                                 |                                                                                   |

### دودمان نخست کیش
| حاکم                                                                       |                                                                   | عنوان سلطنتی                                                      | مدت سلطنت‌ | تاریخ تقریبی | توضیحات                                                                    |
| -------------------------------------------------------------------------- | ----------------------------------------------------------------- | ----------------------------------------------------------------- | --------- | ------------ | -------------------------------------------------------------------------- |
| "پس از فروکش کردن طوفان، و فرود آمدن پادشاهی از بهشت، پادشاهی در کیش بود." |                                                                   |                                                                   |           |              |                                                                            |
| جوشور                                                                      |                                                                   |                                                                   | ١،٢٠٠ سال | نامشخص       | اسامی قبل از اتانا از نظر باستان شناسی تأیید نشده است.                     |
| کولاسینا-بل                                                                |                                                                   |                                                                   | ٩۶٠ سال   |              |                                                                            |
| نانگیشلیشما                                                                |                                                                   |                                                                   | ۶٧٠ سال   |              |                                                                            |
| ان-تاراه-آنا                                                               |                                                                   |                                                                   | ۴٢٠ سال   |              |                                                                            |
| بابوم                                                                      |                                                                   |                                                                   | ٣٠٠ سال   |              |                                                                            |
| پوآنوم                                                                     |                                                                   |                                                                   | ٨۴٠ سال   |              |                                                                            |
| کالیبوم                                                                    |                                                                   |                                                                   | ٩۶٠ سال   |              |                                                                            |
| کولوموم                                                                    |                                                                   |                                                                   | ٨۴٠ سال   |              |                                                                            |
| زوقاقیپ                                                                    |                                                                   |                                                                   | ٩٠٠ سال   |              |                                                                            |
| آتاب (یا آ-با)                                                             |                                                                   |                                                                   | ۶٠٠ سال   |              |                                                                            |
| مشدا                                                                       |                                                                   | "پسر آتاب"                                                        | ٨۴٠ سال   |              |                                                                            |
| آرویوم                                                                     |                                                                   | "پسر مشدا"                                                        | ٧٢٠ سال   |              |                                                                            |
| اتانا                                                                      | The Myth of Etana. Seal impression of the Akkadian Empire period. | "شبان، که به بهشت سعود کرد و تمام کشور های مختلف را متحد گرداند." | ١،۵٠٠ سال |              |                                                                            |
| بالیه                                                                      |                                                                   | "پسر اتانا"                                                       | ۴٠٠ سال   |              |                                                                            |
| ان-مه-نونا                                                                 |                                                                   |                                                                   | ۶۶٠ سال   |              |                                                                            |
| ملم-کیش                                                                    |                                                                   | "پسر ان-مه-نونا"                                                  | ٩٠٠ سال   |              |                                                                            |
| بارسال-نونا                                                                |                                                                   | ("پسر ان-مه-نونا")*                                               | ١،٢٠٠ سال |              |                                                                            |
| زاموگ                                                                      |                                                                   | "پسر بارسال-نونا"                                                 | ١۴٠ سال   |              |                                                                            |
| تیزقار                                                                     |                                                                   | "پسر زاموگ"                                                       | ٣٠۵ سال   |              |                                                                            |
| ایلکو                                                                      |                                                                   |                                                                   | ٩٠٠ سال   |              |                                                                            |
| ایلتاسادوم                                                                 |                                                                   |                                                                   | ١،٢٠٠ سال |              |                                                                            |
| انمنباراگسی                                                                |                                                                   | "که سرزمین های ایلام را مطیع ساخت"                                | ٩٠٠ سال   | EDI          | اولین حاکم در این فهرست که مستقیماً از کاوش های باستان شناسی تأیید شده است. |
| آگای کیشی                                                                  |                                                                   | "پسر انمنباراگسی"                                                 | ۶٢۵ سال   | EDI          | طبق منظومه "گیلگمش و آگا"، او با گیلگمش مبارزه کرد.                        |
| "سپس کیش شکست خورد و پادشاهی به "اِ - آنا" برده شد."                        |                                                                   |                                                                   |           |              |                                                                            |